# HTC
HTC Corporation — тайваньский производитель смартфонов и планшетов, а также устройств для физического погружения в виртуальную реальность. Компания изначально выпускала смартфоны в основном на базе мобильной операционной системы Windows Mobile от Microsoft, но в 2009 году начала выпускать большинство устройств на платформе Android, а с 2010 года и на платформе Windows Phone.
HTC является членом Open Handset Alliance — группы производителей телефонов и операторов мобильной связи, занимающихся продвижением мобильной платформы Android. Смартфон HTC Dream, продававшийся оператором T-Mobile во многих странах под названием T-Mobile G1 или Era G1 в Польше, стал первым телефоном на рынке, использовавшим платформу Android.

## История

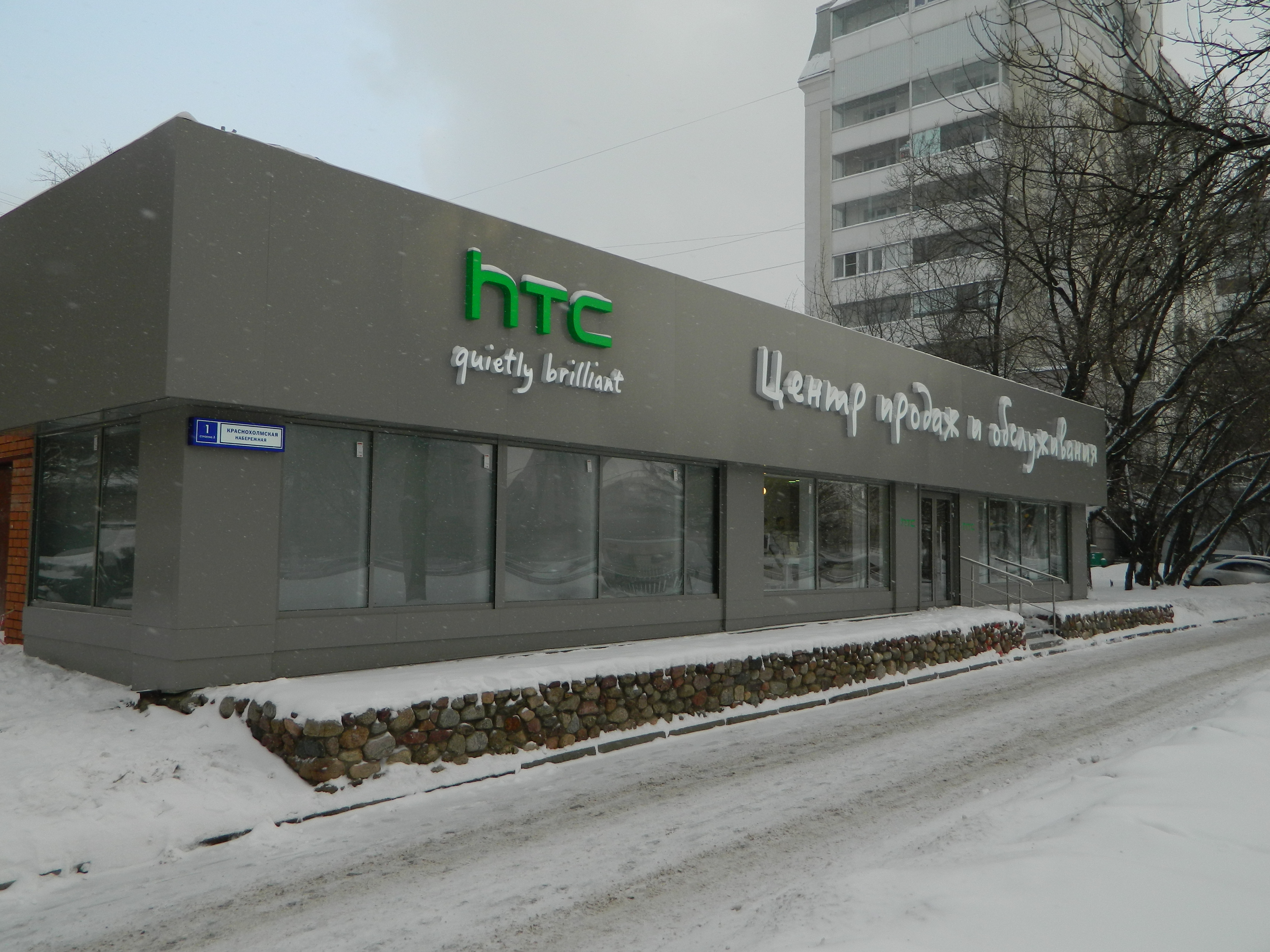
Центр продаж и обслуживания в Москве (2012 год)

Компанию High Tech Computer Corporation основала в 1997 году Шер Ван (Cher Wang), дочь Ван Юнчина, самого богатого человека Тайваня, владельца промышленной группы Formosa. Также в создании компании приняли участие Эйч Ти Чо (HT Cho) и Питер Чоу (Peter Chou). Компания занялась разработкой и производством ноутбуков и карманных персональных компьютеров. С самого начала компания сотрудничала с корпорацией Microsoft, используя в своих устройствах операционную систему Windows CE. В 1998 году HTC разработала своё первое устройство с сенсорным экраном.
Первые продукты компании не имели успеха, High Tech Computer Corporation приносила большие убытки, которые Ван приходилось покрывать из собственных средств. В 2000 году компания получила заказ на разработку карманного компьютера для корпорации Compaq. Модель iPAQ сразу приобрела большую популярность и положила начало быстрому росту HTC. В мае 2001 года был получен заказ на разработку процессора для Texas Instruments, также началось сотрудничество с Fujitsu Siemens, Hewlett-Packard и Dell. В 2002 году HTC выпустила свой первый смартфон, который под своим брендом продавал французский мобильный оператор Orange. В следующем году компания начала поставлять смартфоны для немецкого оператора T-Mobile, филиппинского Smart Communications и американского AT&T Wireless. Для расширения и удешевления производства в 2003 году был открыт завод в материковом Китае — в Сучжоу. Выручка за 2004 год достигла 1 млрд долларов США, в этом году была удалена компания IA Style, разработчик приложений для Windows Mobile. В 2005 году выручка достигла 2,2 млрд долларов. В июне 2006 году была куплена компания Dopod, которая занималась продажей электроники на азиатских рынках, в том числе производства HTC. Таким образом HTC решила начать продажу смартфонов под собственным брендом. В 2006 году компания выпустила первый в мире 3G-смартфон на базе Windows Mobile, который получил название HTC MTeoR.
В 2010 году HTC совместно с Google запустила Android-коммуникатор Nexus One. HTC добавила к Android собственную оболочку HTC Sense. В 2011 году компания HTC представила на выставке CTIA Wireless свой первый коммуникатор с поддержкой отображения трехмерного изображения — HTC Evo 3D.
В апреле 2011 года HTC по рыночной капитализации обошла Nokia (стоимость HTC составила 33,8 млрд долларов, а финской компании — 33,6 млрд долларов).
В III квартале 2011 года HTC вышла в лидеры на рынке смартфонов США с долей 24 %, но с 2012 года начала терять позиции. В августе 2011 года компания HTC за 309 миллионов долларов купила контрольный пакет акций (51 %) Beats Electronics, основанной рэпером Dr. Dre и Джимми Ловином. В 2012 году HTC продала 25 % акций владельцам этой аудиокомпании, цена сделки не разглашалась. Также в 2011 году была куплена американская компания S3 Graphics.
19 февраля 2013 года выпустила новый флагман своей линейки смартфонов One — HTC One, однако его продажи не оправдали ожиданий. 25 марта 2014 года компания представила обновленный HTC One (M8). В 2014 году компания объявила, что, в связи с обострением конкуренции на рынке смартфонов, она начнёт развивать направление оборудования для погружения в виртуальную реальность. В 2015 году был представлен первый продукт, разработанный совместно с Valve — HTC Vive.
22 ноября 2016 года компания сообщила, что запустила в продажу три новые модели смартфонов — 10 Evo, HTC Desire 10 Pro и HTC Desire 650. При этом последняя модель поступила в продажу в начале декабря.
21 сентября 2017 года было объявлено о сделке по приобретению компанией Google сотрудников и лицензии на интеллектуальную собственность HTC. В результате сделки на работу в компанию перешло более 2000 специалистов HTC; также Google получил неисключительную лицензию на разработки тайваньской компании. Сумма сделки составила 1,1 млрд долларов. Сделка была завершена в конце января 2018 года. Уже в октябре 2017 года Google выпустила смартфон Pixel 2, который изготовлен на заводах HTC.
В мае 2018 года руководитель направления децентрализации компании Фил Чен анонсировал на конференции Consensus 2018 свой первый блокчейн-смартфон HTC Exodus, который можно приобрести только за криптовалюту, в частности Bitcoin и Ethereum, по цене, эквивалентной примерно 1000 долларов США.

## Собственники и руководство
Шер Ван (Cher Wang, род. 14 сентября 1958 года) — председатель совета директоров и генеральный директор; ей принадлежит 3,88 % акций компании. Её муж, Чэнь Вэньчи (Chen Wen-Chi), также входит в совет директоров, ему принадлежит 2,69 % акций. Шер Ван и Чэнь Вэйчи в 1992 году основали компанию по производству микросхем VIA Technologies и продолжают входить в её совет директоров.

## Деятельность
С 2014 года компания сосредоточилась на технологиях для виртуальной реальности, включая шлемы и очки виртуальной реальности, устройства для отслеживания движений глаз, мимики и жестов. Также разрабатывает программное обеспечение, участвует в создании игр, фильмов и другой среды для виртуальной реальности. Основными брендом является HTC Vive.
Другими направлением деятельности является производство телекоммуникационного оборудования, в частности смартфонов под брендом HTC и систем корпоративной связи стандарта 5G под брендом G Reigns.
Выручка за 2022 год составила 4,41 млрд тайваньских долларов ($147 млн), резкое падение по сравнению с 23,7 млрд в 2018 году, 122 млрд в 2015 году, 289 млрд в 2012 году, 466 млрд в 2011 году и 72 млрд в 2005 году.